# Earth and Planetary Science Letters
Earth and Planetary Science Letters (abrégé en EPSL ou, selon ISO 4, Earth Planet. Sci. Lett.) est une revue scientifique à comité de lecture qui publie des articles de recherche en chimie et physique de la Terre et des planètes.
D'après le Journal Citation Reports, le facteur d'impact de ce journal était de 4,823 en 2019. Actuellement, la direction de publication est assurée par un panel d'experts internationaux : Jean Philippe Avouac (Caltech), James Badro et Frédéric Moynier (Institut de physique du globe de Paris), Rebecca Bendick (université du Montana), Rajdeep Dasgutpa (université Rice), Louis Derry (université Cornell), Heather Handley (université Macquarie), Miaki Ishii (université Harvard), William McKinnon (université Washington, St Louis), An Yin (université de Californie, Los Angeles).